# Hubertus Lutterbach
Hubertus Lutterbach (* 7. Dezember 1961 in Lippstadt) ist ein deutscher römisch-katholischer Theologe, Historiker und Priester.
Lutterbach studierte Katholische Theologie, Geschichte und Kunstgeschichte an den Universitäten Münster und Bonn. Im Jahr 1991 wurde er an der Katholisch-Theologischen Fakultät der Westfälischen Wilhelms-Münster mit einer Dissertation über die Mönchswerdung (monachatio) im Bereich des westlichen Frühmittelalters promoviert. 1997 folgte seine Habilitation mit einer Arbeit zur Sexualität im Mittelalter. Er zählt zum akademischen Schülerkreis um den Kirchenhistoriker Arnold Angenendt.
Lutterbach ist seit 2000 Professor für Christentums- und Kulturgeschichte (Historische Theologie) am Institut für Katholische Theologie der Universität Duisburg-Essen (Fakultät für Geisteswissenschaften). Zuvor war er unter anderem Research Assistant an der Historical School des Institute for Advanced Study der Universität Princeton sowie Research Fellow an der Universität Yale (Yale Divinity School). Ihm wurde 2001 Fritz-Winter-Preis verliehen. 2007 wurde er an der Technischen Universität Dresden mit einer Arbeit über das Täuferreich von Münster in mittelalterlicher Geschichte promoviert.
Am 12. September 2020 wurde er durch den Osnabrücker Bischof Franz-Josef Bode zum Priester geweiht.

## Schriften (Auswahl)
Monographien
- Monachus factus est. Die Mönchswerdung im frühen Mittelalter. Zugleich ein Beitrag zur Frömmigkeits- und Liturgiegeschichte (= Beiträge zur Geschichte des alten Mönchtums und des Benediktinertums. Bd. 44). Aschendorff, Münster 1995, ISBN 3-402-03979-6 (Zugleich: Münster, Universität, theol. Dissertation, 1991).
- Sexualität im Mittelalter. Eine Kulturstudie anhand von Bußbüchern des 6. bis 12. Jahrhunderts (= Beihefte zum Archiv für Kulturgeschichte. H. 43). Böhlau, Köln u. a. 1999, ISBN 3-412-10396-9 (Zugleich: Münster, Universität, Habilitations-Schrift, 1997).
- Gotteskindschaft. Kultur- und Sozialgeschichte eines christlichen Ideals. Herder, Freiburg (Breisgau) u. a. 2003, ISBN 3-451-27915-0.
- Bonifatius – mit Axt und Evangelium. Eine Biographie in Briefen. Herder, Freiburg (Breisgau) u. a. 2004, ISBN 3-451-28509-6.
- Der Weg in das Täuferreich von Münster. Ein Ringen um die heilige Stadt (= Geschichte des Bistums Münster. Bd. 3). Dialogverlag, Münster 2006, ISBN 3-933144-08-6 (Zugleich: Dresden, Technische Universität, phil. Dissertation, 2007; gekürzte Fassung: Das Täuferreich von Münster. Ursprünge und Merkmale eines religiösen Aufbruchs. (Wurzeln und Merkmale eines religiösen Aufbruchs). Aschendorff, Münster 2008, ISBN 978-3-402-12743-8).
- Tot und heilig? Personenkult um „Gottesmenschen“ in Mittelalter und Gegenwart. Wissenschaftliche Buchgesellschaft, Darmstadt 2008, ISBN 978-3-534-20841-8.
- Kinder und Christentum. Kulturgeschichtliche Perspektiven auf Schutz, Bildung und Partizipation von Kindern zwischen Antike und Gegenwart. Kohlhammer, Stuttgart 2010, ISBN 978-3-17-020978-7.
- Vom Jakobsweg zum Tierfriedhof. Wie Religion heute lebendig ist. Butzon & Bercker, Kevelaer 2014, ISBN 978-3-7666-1862-7.
- So prägt Religion unsere Mitmenschlichkeit. Butzon & Bercker, Kevelaer 2018, ISBN 978-3-7666-2285-3.
- Urtümliche Religiosität in der Gegenwart. Herder, Freiburg (Breisgau) u. a. 2022, ISBN 978-3-451-38971-9.